# Víctor Moreno
Víctor Moreno Martín (Alcorcón, 26 gennaio 1998) è un cestista spagnolo.